# Yves Robert
Yves Robert (Saumur, 19 juni 1920 - Parijs, 10 mei 2002) was een Frans acteur, filmregisseur, scenarist en filmproducent.
Hij draaide 21 films, hoofdzakelijk komedies. Hij schreef praktisch altijd mee aan het scenario van zijn films en produceerde ze meestal ook zelf.
Zijn werk ademt humor, levenslust, zin voor vriendschap en een diepe menselijkheid uit.

## Biografie

### Afkomst en debuut
Yves Robert werd geboren in Saumur maar groeide gedeeltelijk op in Pouancé . Hij hield er zijn liefde voor de natuur en het platteland aan over zoals die tot uiting kwam in onder meer Ni vu... Ni connu..., Alexandre le bienheureux en het Marcel Pagnol-tweeluik La gloire de mon père / Le Château de ma mère.
Hij maakte zijn debuut in Lyon in 1942. Hij deed ervaring en discipline op in het mimetheater en in het cabaret. Daarna trok hij naar Parijs waar hij verscheidene toneelstukken hielp vormgeven, zoals Colombe (Jean Anouilh, 1951) en La tête des autres (Marcel Aymé, 1952).  Hij speelde ook weer cabaret. In 1949 behaalde hij de prijs voor de beste toneelacteur. Geholpen door zijn sympathiek voorkomen kwam hij in de filmwereld terecht. Marcel Carné gaf hem zijn eerste belangrijke rol in Juliette ou la Clé des songes (1950).

### Filmregisseur
Yves Robert voelde zich ook vroeg aangetrokken tot de filmregie. Eerste realiseerde hij enkele kortfilms. In 1954 volgde zijn eerste langspeelfilm, de komedie Les Hommes ne pensent qu'à ça met een prille Louis de Funès in een hoofdrol. Hij ontpopte zich vlug tot een van de specialisten van het komische genre via een aantal pretentieloze werken zoals Ni vu... Ni connu... (1958) (opnieuw met de Funès in de hoofdrol) en La Famille Fenouillard (1960).

### Doorbraak metLa Guerre des boutons
In 1961 besloot hij de bekende roman van Louis Pergaud te bewerken tot een film : La Guerre des boutons, een komedie over de strijd tussen twee rivaliserende bendes kinderen, werd fel gesmaakt door het publiek en groeide uit tot een van de grootste naoorlogse successen in Frankrijk. De prent behaalde de Prix Jean Vigo in 1962.

### Jaren zeventig: topperiode als acteur
De jaren zeventig werden een topdecennium voor de acteur Robert. Hij werkte toen meermaals samen met Claude Berri, Claude Lelouch en Pierre Richard. In de jaren tachtig meermaals met onder meer Claude Sautet en Gérard Mordillat. Wellicht was zijn vertolking van de vaderfiguur van 'slechte zoon' Patrick Dewaere in Un mauvais fils de meest beklijvende en ingehouden acteerprestatie die hij ooit op het grote scherm leverde, en dat in een register, het drama, dat hij slechts zelden betrad.

### Verdere carrière als filmregisseur met Pagnol-tweeluik als groot succes
Zijn tragikomedie Salut l'artiste (1973) gaat door voor de beste beschrijving van de vernederingen die een acteur kan ondergaan in de wereld van het schouwspel. Dankzij Le Grand Blond avec une chaussure noire (1972) et Un éléphant ça trompe énormément (1976) brak hij ook internationaal door. Logisch dat er voor beide films een vervolg werd gedraaid. Le Retour du grand blond (1974) en Nous irons tous au paradis (1977) die genomineerd werd voor de César voor beste film.
Het tweeluik La gloire de mon père en Le Château de ma mère (1990), was gebaseerd op de gelijknamige werken van Marcel Pagnol en betekende zijn grootste commercieel succes sinds La Guerre des boutons.

### Toneel
In de jaren vijftig en zestig was Robert ook heel bedrijvig in de wereld van het theater, zowel als regisseur als acteur.

### Privéleven

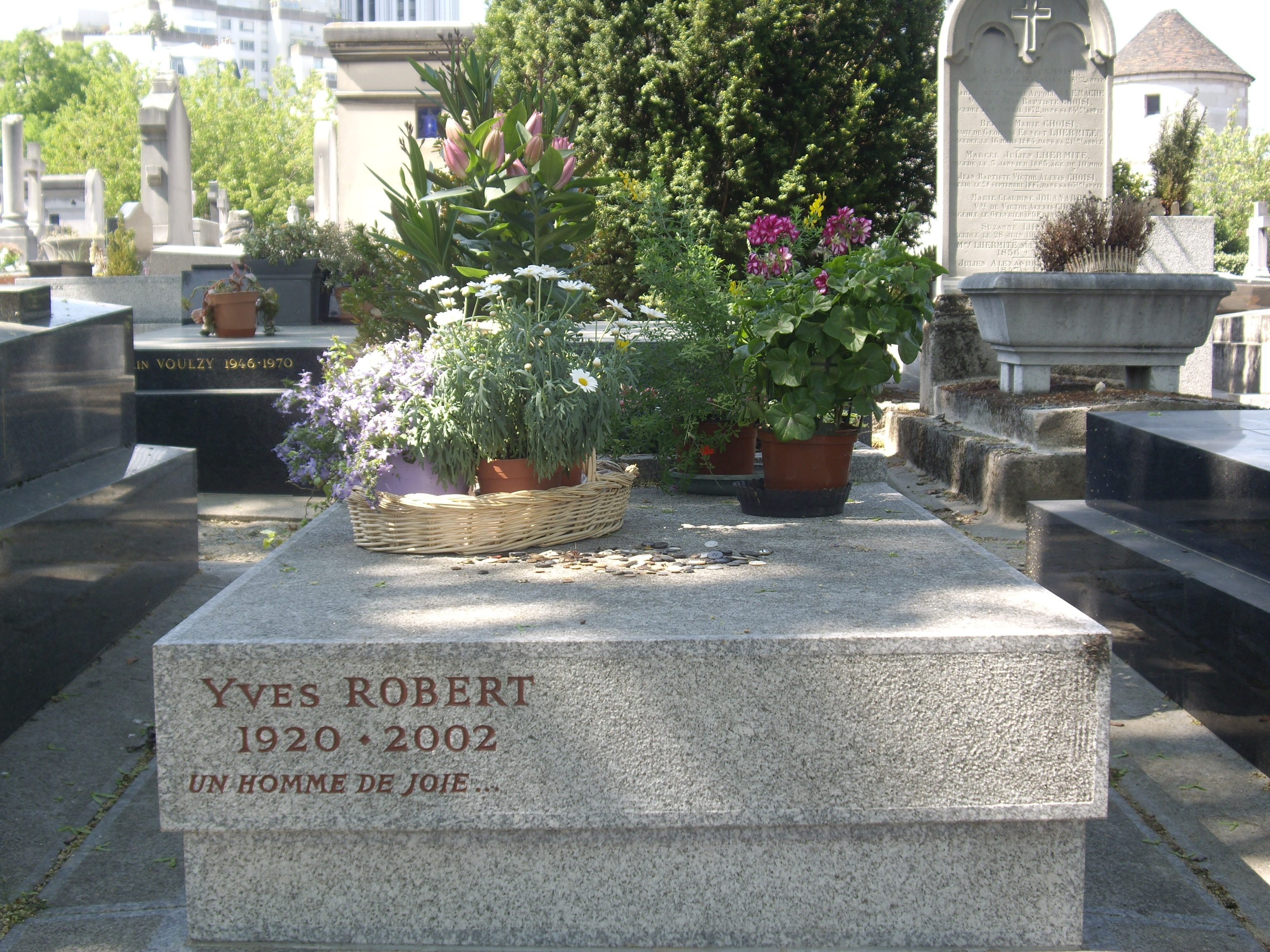
Graf van Yves Robert op Cimetière du Montparnasse

Yves Robert had twee kinderen uit zijn eerste huwelijk, Anne Robert en acteur en filmregisseur Jean-Denis Robert. Vanaf 1948 leefde hij enkele jaren samen met de actrice Rosy Varte. In 1956 ontmoette hij actrice Danièle Delorme. Ze huwden en ze stichtten samen het productiehuis La Guéville. 
In 2002 werd hij geveld door een hersenbloeding. Hij overleed op 81-jarige leeftijd in Parijs waar hij rust op het cimetière du Montparnasse.

## Filmografie

### Filmregisseur

#### Korte films
- 1951 - Les Bonnes Manières
- 1951 - Fernand cherche du boulot

#### Langspeelfilms
- 1954 - Les Hommes ne pensent qu'à ça
- 1958 - Ni vu... Ni connu...
- 1959 - Signé Arsène Lupin
- 1960 - La Famille Fenouillard
- 1961 - La Guerre des boutons
- 1963 - Bébert et l'Omnibus
- 1964 - Les Copains
- 1965 - Monnaie de singe
- 1968 - Alexandre le bienheureux
- 1969 - Clérambard
- 1972 - Le Grand Blond avec une chaussure noire
- 1973 - Salut l'artiste
- 1974 - Le Retour du grand blond
- 1976 - Un éléphant ça trompe énormément
- 1977 - Nous irons tous au paradis
- 1979 - Courage, fuyons
- 1984 - Le Jumeau
- 1990 - La gloire de mon père
- 1990 - Le Château de ma mère
- 1991 - Le Bal des casse-pieds
- 1993 - Montparnasse-Pondichéry

#### Televisie
- 1986 - L'Été 36 (twee episodes voor France 2)

### Acteur (selectie)
- 1950 - Trois télégrammes (Henri Decoin)
- 1950 - Juliette ou la Clé des songes (Marcel Carné)
- 1951 - La Rose rouge (Marcello Pagliero)
- 1951 - Deux sous de violettes (Jean Anouilh)
- 1952 - Suivez cet homme (Georges Lampin)
- 1955 - Futures Vedettes (Marc Allégret)
- 1955 - Les Grandes Manœuvres (René Clair)
- 1955 - Les Mauvaises Rencontres (Alexandre Astruc)
- 1956 - Folies-Bergère / Un soir au music-hall (Henri Decoin)
- 1957 - Les femmes sont marrantes (André Hunebelle)
- 1959 - Signé Arsène Lupin (Yves Robert)
- 1959 - La Jument verte (Claude Autant-Lara)
- 1960 - La Mort de Belle (Edouard Molinaro)
- 1960 - La Française et l'Amour (René Clair) (sketchenfilm : episode Le mariage)
- 1960 - La Brune que voilà (Robert Lamoureux)
- 1962 - Cléo de 5 à 7 (Agnès Varda)
- 1966 - Le Roi de cœur (Philippe de Broca)
- 1969 - Le Pistonné (Claude Berri)
- 1970 - Le Cri du cormoran le soir au-dessus des jonques (Michel Audiard)
- 1970 - Le Cinéma de papa (Claude Berri)
- 1970 - Le Distrait (Pierre Richard)
- 1970 - Le Voyou (Claude Lelouch)
- 1971 - Les Malheurs d'Alfred (Pierre Richard)
- 1972 - Le Viager (Pierre Tchernia)
- 1972 - L'aventure c'est l'aventure (Claude Lelouch)
- 1972 - Chère Louise (Philippe de Broca)
- 1973 - Salut l'artiste (Yves Robert)
- 1973 - La Raison du plus fou (François Reichenbach)
- 1974 - Section spéciale (Costa-Gavras)
- 1974 - Trop c'est trop (Didier Kaminka)
- 1975 - Le Juge et l'Assassin (Bertrand Tavernier)
- 1976 - Le Petit Marcel (Jacques Fansten)
- 1979 - Ils sont grands, ces petits (Joël Santoni)
- 1979 - Een vrouw tussen hond en wolf (of Femme entre chien et loup) (André Delvaux)
- 1980 - Un mauvais fils (Claude Sautet)
- 1983 - Vive la sociale  (Gérard Mordillat)
- 1983 - Garçon! (Claude Sautet)
- 1985 - Billy Ze Kick (Gérard Mordillat)
- 1988 - Cher frangin (Gérard Mordillat)
- 1992 - La Crise (Coline Serreau)
- 1993 - Montparnasse-Pondichéry (Yves Robert)
- 1995 - Le Nez au vent (Dominique Guerrier)
- 1995 - Sortez des rangs (Jean-Denis Robert)
- 1998 - Disparus (Gilles Bourdos)

## Prijzen
- 1962 - La Guerre des boutons : Prix Jean-Vigo